# 청도초등학교 (경남)
청도초등학교는 대한민국 경상남도 밀양시에 있는 초등학교다.

## 학교 연혁
- 1964년 11월 12일 인산국민학교 두곡분교장 인가
- 1974년 3월 1일 두곡국민학교 승격
- 1977년 2월 1일 청도초등학교 교명 변경
- 1981년 3월 1일 병설유치원 설립 인가
- 1992년 3월 1일 화동분교 통합
- 1993년 3월 1일 인산분교 통합
- 1993년 12월 21일 도교육청 자연과 우수학교 선정
- 1997년 2월 4일 7개 교실 개축
- 1997년 10월 28일 시 교육청 지정 과학시범학교 운영
- 1998년 12월 9일 도 교육청 과학 우수학교 선정
- 2001년 5월 9일 시 종합 육상대회 우승
- 2002년 3월 1일 시 교육청 지정 지역방송 중심학교 운영
- 2004년 5월 18일 시 종합 육상대회 우승(남자 3부)
- 2004년 11월 8일 시 교육청 지정 기초와 기본교육 시범학교 운영
- 2005년 3월 2일 시 교육청 지정 부진아 지도 지역 중심학교 운영
- 2008년 4월 29일 시 건강줄넘기대회 8자마라톤(단체 2위)
- 2009년 5월 20일 희망키움학교 운영(3년간)
- 2010년 4월 30일 시 종합 육상대회 여자3부(3위)
- 2012년 3월 1일 전원학교 운영
- 2014년 3월 1일 제16대 장운익 교장 부임
- 2014년 5월 9일 다목적강당(푸름관) 준공
- 2015년 2월 13일 제39회 졸업(총 1,260졸업)